# Стотейн, Христианна
Христианна Стотейн (нидерл. Christianne Stotijn, 1977, Делфт) — нидерландская певица (меццо-сопрано).

## Биография
Училась игре на скрипке и вокалу в Амстердамской консерватории. Среди её преподавателей по вокалу была Дженет Бейкер.
Концертировала во Франции, Германии, Великобритании, Испании, США, Канаде, Австралии.

## Репертуар
В её репертуаре — песни и романсы Шуберта, Брамса, Чайковского, Малера, Хуго Вольфа, Рихарда Штрауса, Альбана Берга, Чарлза Айвза, Мишеля ван дер Аа. Выступает также как оперная певица (Оттавия в Коронации Поппеи Монтеверди, Брадаманта в Неистовом Роланде Вивальди, Полина в Пиковой даме и др.). Работала с такими дирижёрами, как Бернард Хайтинк, Эндрю Дэвис, Франс Брюгген, Геннадий Рождественский и др.

## Признание
Премия Би-Би-Си артистам нового поколения (2007), Нидерландская музыкальная премия (2008) и др.награды.